# 76309 Ronferdie
76309 Ronferdie è un asteroide della fascia principale. Scoperto nel 2000, presenta un'orbita caratterizzata da un semiasse maggiore pari a 2,6123857 UA e da un'eccentricità di 0,0807913, inclinata di 16,20575° rispetto all'eclittica.
L'asteroide è dedicato all'astrofilo statunitense Ronald Ferdie.